# Akimoto Kishichi
 (juin 2025).
Si vous disposez d'ouvrages ou d'articles de référence ou si vous connaissez des sites web de qualité traitant du thème abordé ici, merci de compléter l'article en donnant les références utiles à sa vérifiabilité et en les liant à la section « Notes et références ».
Akimoto Kishichi est un nom japonais traditionnel ; le nom de famille (ou le nom d'école), Akimoto, précède donc le prénom (ou le nom d'artiste).
Akimoto Kishichi (秋本喜七, Akimoto Kishichi), né le 25 septembre 1861 et mort le 31 mai 1930, est un homme d’affaires et homme politique japonais de l’ère Meiji et Taishō. Il a été député à la Chambre des représentants de l’empire du Japon.

## Biographie
Akimoto Kishichi naît dans le district de Tama, dans ce qui deviendra ultérieurement le village de Mitaka, district de Kita-Tama, préfecture de Tokyo (aujourd’hui ville de Mitaka, Tokyo). Il est le deuxième fils de Watanabe Mansuke. En octobre de la deuxième année de l’ère Meiji (1869), il est adopté par Akimoto Kurazō et devient son héritier.
Attiré par le potentiel économique du secteur du transport, il fonde une entreprise dans ce domaine. Il occupe également plusieurs fonctions dans diverses entreprises et institutions financières : président de la compagnie Nihon Saitan (Japan Coal Mining Co.), président de l’Union des transports de Musashi-Sagami-Kōshin, commissaire aux comptes de la Banque agricole et industrielle de Tokyo, directeur de la Banque de Tanashi, commissaire aux comptes de la compagnie des eaux de Tamagawa, et administrateur de la Nanyō Seitō (Compagnie sucrière des mers du Sud).
Engagé dans la vie politique locale, il est successivement élu conseiller du village de Musashino, adjoint au maire, puis maire du village. Il siège également au conseil du district de Kita-Tama et à son comité exécutif, ainsi qu’au conseil préfectoral de Tokyo, dont il devient président de la section rurale. Il est aussi membre du comité consultatif de la conscription, représentant dans un syndicat d’irrigation, et conseiller en matière de prévention sanitaire auprès de la Préfecture de police de Tokyo.
En mars 1915, il se présente à la 12e élection générale pour la Chambre des représentants dans la circonscription rurale de la préfecture de Tokyo, sous l’étiquette du Rikken Seiyūkai (立憲政友会, Parti constitutionnaliste des amis du gouvernement), et est élu. Il sera ensuite réélu aux 13e et 14e élections générales, siégeant trois mandats consécutifs à la Chambre des représentants. Durant cette période, il exerce les fonctions de secrétaire général, de membre du conseil consultatif, et de secrétaire parlementaire de son parti.
Parallèlement, il contribue à la fondation de la Société impériale d’agriculture (Teikoku Nōkai), dont il devient membre du conseil, puis conseiller. Il est également vice-président de la Société agricole de la préfecture de Tokyo, membre de cette même société, ainsi que des sociétés agricoles du district de Kita-Tama et du village de Musashino.
Il participe activement au développement des infrastructures ferroviaires : lors de la construction de la ligne entre Shinjuku et Tachikawa par la Compagnie des chemins de fer Kōbu, il fait don du terrain nécessaire à l’établissement de la gare de Sakai (aujourd’hui gare de Musashi-Sakai).
Il repose au cimetière de Tama.